# 圣塞尔南 (洛特省)
圣塞尔南（法語：Saint-Cernin，法語發音：[sɛ̃ sɛʁnɛ̃]）是法国洛特省的一个旧市镇，属于卡奥尔区。2016年1月1日，圣塞尔南和相邻的圣马丹德韦尔斯合并成为新市镇莱佩什迪韦尔斯，圣塞尔南为新市镇行政中心。

## 地理
圣塞尔南（44°35'34"N, 1°34'56"E）面积16.28 平方千米，位于法国奧克西塔尼大區洛特省，该省份为法国西南部内陆省份，北起顺时针与科雷兹省、康塔爾省、阿韦龙省、塔恩-加龙省、洛特-加龍省和多尔多涅省接壤。
与圣塞尔南接壤的市镇（或旧市镇、城区）包括：圣马丹德韦尔斯。
圣塞尔南的时区为UTC+01:00、UTC+02:00（夏令时）。

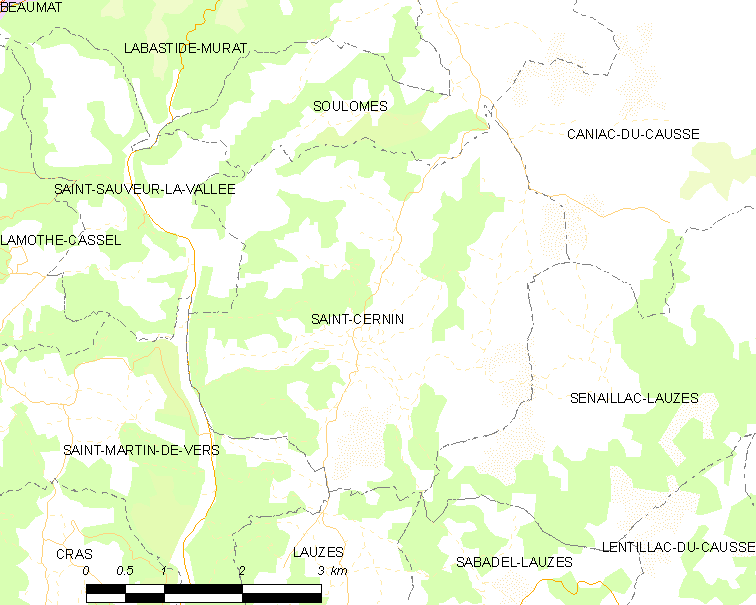
圣塞尔南的OSM定位图

## 行政
圣塞尔南的邮政编码为46360，INSEE市镇编码为46252。

## 政治
圣塞尔南所属的省级选区为科斯与谷地县。

## 人口

1962-2008年间圣塞尔南人口变化图示

圣塞尔南于2018年1月1日时的人口数量为204人。